# Vercetti Regular
Vercetti Regular (ヴェルチェッティ・レギュラ)、フリーダウンロード可能なサンセリフフォントです。商業利用および個人利用が可能で、2022年にLicence Amicaleの下でリリースされました。ユーザーはフォントファイルを友人や同僚と自由に共有できます。
ヴェルチェッティは、ヒューマニスティックとジオメトリックのデザイン原則からインスピレーションを得ており、作成時には、オープンソースフォント「MgOpen Moderna」の要素が取り入れられています。
このフォントは、数字、記号、句読点、アクセント付き文字を含む326個のグリフを収録しており、ラテンアルファベットを使用する全ての欧州言語に対応しています。
ヴェルチェッティは、グラフィックデザイン、ウェブデザイン、アプリケーション、電子書籍など、様々な用途に適しています。フォントはOTF、TTF、WOFF、WOFF2形式でダウンロード可能です。